# Ties van Soest
Ties van Soest (* 13. Mai 2000 in Son en Breugel) ist ein niederländischer Eishockeyspieler, der seit 2020 bei den Tilburg Trappers in der deutschen Oberliga Nord spielt.

## Karriere

### Club
Ties van Soest, der aus Son en Breugel in der niederländischen Provinz Nordbrabant stammt, begann seine Karriere bei der Düsseldorfer EG, für die er bis heute spielt. Zunächst wurde er in der Schüler-Bundesliga eingesetzt, absolvierte aber bereits als 15-Jähriger erste Spiele in der Deutschen Nachwuchsliga. Ab 2016 wurde er ausschließlich in dieser höchsten deutschen Juniorenspielklasse eingesetzt. Nachdem er 2018/19 nicht gespielt hatte, ging er in die Vereinigten Staaten, wo er ein Jahr für die South Shore Kings in der Collegeliga National Collegiate Development Conference (NCDC) auflief. 2020 kehrte er nach Europa zurück und spielt seither bei den Tilburg Trappers in der deutschen Oberliga Nord.

### International
Für die Niederlande nahm van Soest an den Spielen der Division II der U18-Junioren-Weltmeisterschaften 2016 und 2018, wobei er 2018 Kapitän der niederländischen Auswahl war, sowie den U20-Weltmeisterschaften der Division II 2017 und 2018 teil.
Bereits mit 17 Jahren debütierte er bei der Weltmeisterschaft der Division II 2018 für die Herren-Nationalmannschaft und stieg mit der Mannschaft ungeschlagen in die Division I auf. Dabei erzielte er die ersten beiden Tore beim 5:0-Erfolg gegen Serbien. Nachdem die Niederländer ohne ihn wieder abstiegen, spielte er auch 2022 in der Division II. Nach dem erneuten Aufstieg trat er bei der Weltmeisterschaft 2023 erstmals in der Division I an.

## Erfolge und Auszeichnungen
- 2018 Aufstieg in die Division I, Gruppe B, bei der Weltmeisterschaft der Division II, Gruppe A
- 2022 Aufstieg in die Division I, Gruppe B, bei der Weltmeisterschaft der Division II, Gruppe A